# Strojenje
Strojenje je predelava surove živalske kože s strojili v usnje. 
Strojenje imenujemo delovanje strojila na kožo. Pri tem se strojila kemično vežejo z beljakovinasto sestavo kože, zaradi česar se le ta spremeni v usnje.
Tehnika predelave živalskih kož s strojenjem je bila znana že pred našim štetjem, o čemer pričajo babilonski zapisi. Pozneje, v srednjem veku, so  v Evropi strojili z galunom, v 18. stoletju pa se je pričelo znanstveno preučevanje usnjarstva in njegovih tehnoloških procesov. Po iznajdbi rastlinskih ekstratov, se je proces strojenja, ki je prej trajal tudi do enega leta ali pa tudi več, močno skrajšal. Koncem 19.
stoletja so za strojenje pričeli uporabljati natrijev sulfit in kromove soli, v začetku 20. stoletja pa sintetična strojila. Način strojenja je odvisen od uporabljenega strojila. Po vrsti uporabljenih strojil razlikujemo:
- Vegetabilno strojenje
- Mineralno strojenje
- Semiš strojenje
- Kombinirano strojenje
- Galunsko strojenje